# Lestodiplosis trifaria
Lestodiplosis trifaria är en tvåvingeart som beskrevs av Junichi Yukawa och Sanui 1978. Lestodiplosis trifaria ingår i släktet Lestodiplosis och familjen gallmyggor. Inga underarter finns listade i Catalogue of Life.